# بوک هنگ کنگ

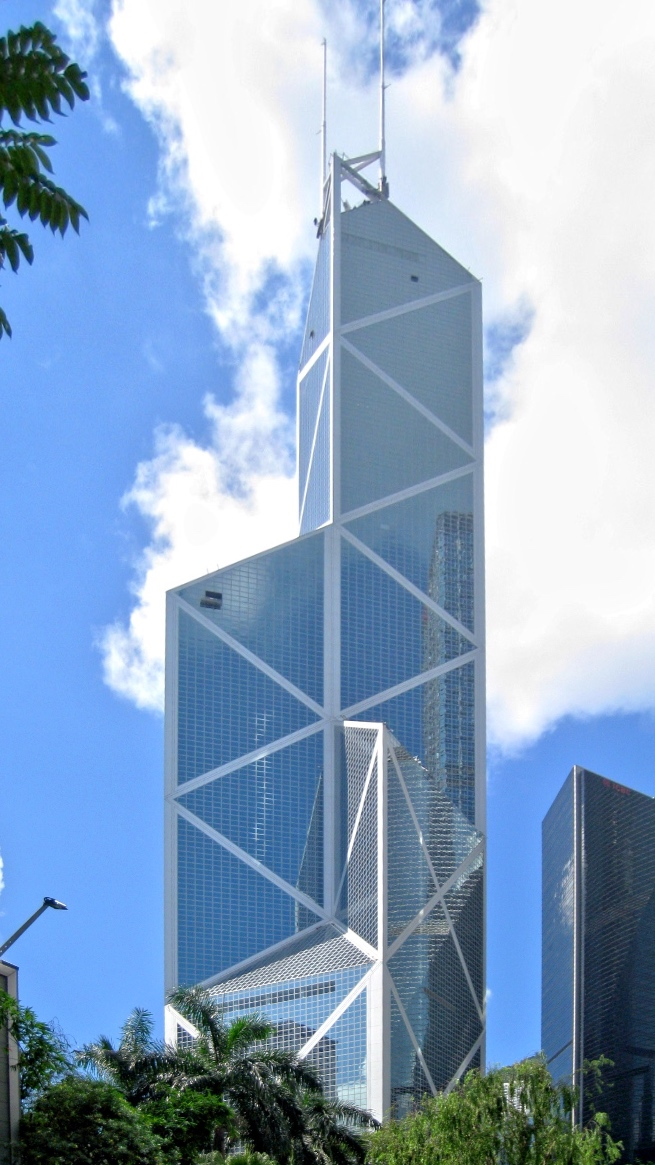
برج بانک چین (هنگ کنگ)، ساختمان شعبه مرکزی بوک هنگ کنگ

بوک هنگ کنگ (به انگلیسی: BOC Hong Kong) شرکت خدمات مالی و بانکداری هنگ کنگی است، که در زمینه ارائه خدمات بانکداری شرکتی، بیمه عمر، مدیریت دارایی و خدمات گردشگری فعالیت می‌کند. 
بانک بوک هنگ کنگ در سال ۲۰۰۱ تاسیس شد و در حال حاضر زیرمجموعه‌ای از بانک چین می‌باشد. شعبه مرکزی این بانک در هنگ کنگ قرار دارد و بخشی از سهام آن در بازار بورس اوراق بهادار هنگ کنگ معامله می‌شود.